# ليو هود
ليو هود (بالإنجليزية: Lew Hoad)‏ مواليد 23 نوفمبر 1934 في نيوساوث ويلز، أستراليا - الوفاة 03 يوليو 1994 في فوينخيرولا، كان لاعب كرة مضرب أسترالي بدأ مسيرته كمحترف سنة 1957 وكان يلعب باليد اليمنى، اعتزل اللعب في 1972. كما أنه أحد أبطال الجراند سلام. أعلى تصنيف له في الفردي كان المركز الـ 1 في سنة 1956.

## بطولات حققها
- بطولة ويمبلدون

## روابط خارجية
- ليو هود على موقع رابطة محترفي التنس (الإنجليزية)
- ليو هود على موقع الاتحاد الدولي لكرة المضرب (الإنجليزية)
- ليو هود على موقع كأس ديفيز (الإنجليزية)
- ليو هود على موقع قاعة مشاهير كرة المضرب الدولية (الإنجليزية)
- ليو هود على موقع اتحاد التنس الأسترالي (الإنجليزية)
- ليو هود على موقع بطولة ويمبلدون (الإنجليزية)
- ليو هود على موقع خلاصة التنس.كوم (الإنجليزية)
- ليو هود على موقع قاعة أستراليا للمشاهير الرياضية (الإنجليزية)